# Dommartin (Roine)
Dommartin és un municipi francès situat al departament del Roine i a la regió d'Alvèrnia-Roine-Alps. L'any 2007 tenia 2.662 habitants.

## Demografia

### Població
El 2007 la població de fet de Dommartin era de 2.662 persones. Hi havia 861 famílies de les quals 106 eren unipersonals (39 homes vivint sols i 67 dones vivint soles), 291 parelles sense fills, 425 parelles amb fills i 39 famílies monoparentals amb fills.
La població ha evolucionat segons el següent gràfic:
Habitants censats

### Habitatges
El 2007 hi havia 916 habitatges, 874 eren l'habitatge principal de la família, 21 eren segones residències i 21 estaven desocupats. 839 eren cases i 76 eren apartaments. Dels 874 habitatges principals, 751 estaven ocupats pels seus propietaris, 108 estaven llogats i ocupats pels llogaters i 15 estaven cedits a títol gratuït; 10 tenien una cambra, 20 en tenien dues, 50 en tenien tres, 154 en tenien quatre i 640 en tenien cinc o més. 766 habitatges disposaven pel capbaix d'una plaça de pàrquing. A 241 habitatges hi havia un automòbil i a 614 n'hi havia dos o més.

### Piràmide de població
La piràmide de població per edats i sexe el 2009 era:
| Homes | Edats   | Dones |
| ----- | ------- | ----- |
| 0     | 95 o +  | 0     |
| 0     | 90 a 94 | 4     |
| 0     | 85 a 89 | 8     |
| 0     | 80 a 84 | 4     |
| 40    | 75 a 79 | 44    |
| 48    | 70 a 74 | 32    |
| 52    | 65 a 69 | 44    |
| 32    | 60 a 64 | 40    |
| 68    | 55 a 59 | 76    |
| 88    | 50 a 54 | 60    |
| 80    | 45 a 49 | 80    |
| 152   | 40 a 44 | 120   |
| 80    | 35 a 39 | 136   |
| 64    | 30 a 34 | 72    |
| 44    | 25 a 29 | 24    |
| 40    | 20 a 24 | 32    |
| 56    | 15 a 19 | 68    |
| 112   | 10 a 14 | 132   |
| 136   | 5 a 9   | 80    |
| 88    | 0 a 4   | 68    |

## Economia
El 2007 la població en edat de treballar era de 1.737 persones, 1.205 eren actives i 532 eren inactives. De les 1.205 persones actives 1.152 estaven ocupades (610 homes i 542 dones) i 53 estaven aturades (27 homes i 26 dones). De les 532 persones inactives 139 estaven jubilades, 250 estaven estudiant i 143 estaven classificades com a «altres inactius».

### Ingressos
El 2009 a Dommartin hi havia 882 unitats fiscals que integraven 2.630,5 persones, la mediana anual d'ingressos fiscals per persona era de 27.370 €.

### Activitats econòmiques
Dels 151 establiments que hi havia el 2007, 1 era d'una empresa extractiva, 2 d'empreses alimentàries, 5 d'empreses de fabricació d'altres productes industrials, 21 d'empreses de construcció, 33 d'empreses de comerç i reparació d'automòbils, 3 d'empreses de transport, 2 d'empreses d'hostatgeria i restauració, 7 d'empreses d'informació i comunicació, 8 d'empreses financeres, 10 d'empreses immobiliàries, 34 d'empreses de serveis, 17 d'entitats de l'administració pública i 8 d'empreses classificades com a «altres activitats de serveis».
Dels 27 establiments de servei als particulars que hi havia el 2009, 3 eren tallers de reparació d'automòbils i de material agrícola, 2 paletes, 2 guixaires pintors, 3 fusteries, 4 lampisteries, 4 electricistes, 1 perruqueria, 1 veterinari, 1 restaurant, 5 agències immobiliàries i 1 saló de bellesa.
Dels 4 establiments comercials que hi havia el 2009, 1 era una botiga de menys de 120 m², 2 fleques i 1 una botiga de material esportiu.
L'any 2000 a Dommartin hi havia 14 explotacions agrícoles.

## Equipaments sanitaris i escolars
L'únic equipament sanitari que hi havia el 2009 era una farmàcia.
El 2009 hi havia una escola elemental.

## Poblacions més properes
El següent diagrama mostra les poblacions més properes.